# Windows Server 2016
Windows Server 2016 — серверна операційна система компанії Microsoft. Вона належить до сім’ї операційних систем Windows NT і розробляється паралельно із Windows 10. Перша прев’ю-версія (Technical Preview) з’явилася 1 жовтня 2014 року разом із першою прев’ю-версією System Center. Планувалося, що фінальний реліз сервера буде 26 вересня 2016 року, тобто не буде випущена разом з клієнтською операційною системою Windows 10, як було у випадку з останніми трьома випусками операційних систем.

## Можливості
- IIS 10: підтримка HTTP/2
- Windows PowerShell 5.0[3]
- М’яке перезавантаження (Soft Restart), нова можливість Windows для прискорення процесу завантаження, пропускаючи апаратну ініціалізацію, тільки перезавантаження програмного забезпечення.[4]
- Telnet server не включено.

### Нові можливості Hyper-V
Microsoft анонсувала нову опцію інсталяції, названу Nano Server, мінімальна інсталяція Windows Server, оптимізована під Windows Server Containers та Hyper-V Containers і також під інші сценарії хмарних обчислень. Згідно з анонсом, Microsoft видалила GUI, 32-bit підтримку (WoW64), MSI та велику кількість дефолтних компонентів Server Core. Локальний логон та Remote Desktop не підтримуються. Всі налаштування виконуються віддалено через WMI та PowerShell. Випущена на основі поточної версії на час анонсу (квітень 2015), Nano Server має розмір на 93 відсотки менше, ніж VHD, 92 відсотки менше критичних оновлень і на 80 відсотків менше перезавантажень, ніж повна версія Windows Server.

## Випуски

### Прев’ю-релізи
Публічна бета-версія Windows Server vNext під брендом "Windows Server Technical Preview" була випущена 1 жовтня 2014 року; технічні прев’ю-версії розраховані на корпоративних користувачів. Ця версія працювала до 15 квітня 2015 року; Microsoft випустила інструмент для продовження терміну придатності, поки вони готували до запуску другу версію Tech Preview ОС у травні 2015. Цей інструмент автоматично завантажувався та інсталювався, як звичайне оновлення.